# Marinus Flipse
Marinus Flipse (Wissenkerke, 28 augustus 1908 – Rotterdam, 6 april 1997) was een Nederlands pianist.
Marinus Flipse, zoon van de kleermaker en musicus Cornelis Flipse en Geertje Kruis, kreeg zijn eerste pianolessen van zijn broer Eduard Flipse. Toen hij achttien jaar was, vertrok Flipse naar Parijs, waar hij les kreeg van Marthe Girod-Niekerk en kennis maakte met componisten als Francis Poulenc en Darius Milhaud.
Hij vervolgde zijn studie in Neuchâtel, bij George Humbert, en volgde groepslessen bij Alfred Cortot in Parijs. Daar maakte hij ook kennis met de violist Jacques Thibaud. 
Later verfijnde hij zijn techniek in Wenen en studeerde hij in Warschau, waar hij zich onder leiding van Josef Turczynski verdiepte in de muziek van Chopin.
Voor de Tweede Wereldoorlog speelde hij bij het Concertgebouworkest onder leiding van Willem Mengelberg en Eduard van Beinum. Zo was hij solist in het derde Pianoconcert van Beethoven, en liet hij het publiek kennis maken met het pianoconcert van Frederic Delius. 
Hij was veelvuldig te horen in concerten met het Rotterdams Philharmonisch Orkest onder leiding van zijn broer Eduard Flipse. Ook verwierf hij faam als vertolker van Debussy.
Inmiddels had Flipse naam gemaakt als pianodocent.
Na de oorlog vestigde hij zich met zijn Frans-Zwitserse vrouw in Zwitserland en trad hij voor het eerst weer op in Nederland in november 1947.
In Parijs hernieuwde hij de kennismaking met Jacques Thibaud, met wie hij over de gehele wereld honderden concerten zou geven.
Na de dood van Thibaud, in 1953, werd hij de pianist van de Poolse violist Henryk Szeryng; deze samenwerking zou 20 jaar duren.
In Nederland gaf hij inmiddels ook weer concerten met het Rotterdams Philharmonisch Orkest en andere orkesten. Hij trad onder meer op onder dirigenten als Bernard Haitink, Willem van Otterloo en Eduard van Beinum; hij speelde met de violisten Herman Krebbers en Theo Olof, en de cellist Samuel Brill.
Naast zijn vele optredens gaf hij pianolessen in Parijs en Rotterdam en één van zijn leerlingen, Hans Oudenaarden, gaf aan dat Flipse een bijzonder inspirerende en begaafde docent was geweest, zijn belangrijkste leermeester. Andere professionele leerlingen van Marinus Flipse waren o.a. Bram Boelee en Nico de Rooij. 
Marinus Flipse was Ridder in de Orde van Oranje-Nassau en drager van de Erasmusspeld van de gemeente Rotterdam. In Frankrijk werd hij in 1966 benoemd tot “Chevalier de mérite culturel et artistique français”. 
Flipse overleed, 88 jaar oud, in 1997. Volgens velen een ondergewaardeerde pianist, begeleider van beroemdheden als Jacques Thibaud, Henryk Szeryng en Yehudi Menuhin, vertolker van Franse impressionistische muziek en pleitbezorger van Nederlandse componisten als Henk Badings, Willem Pijper en Johanna Bordewijk-Roepman.
Discografie
- Werken voor Twee Vleugels en Quatre Mains (met Bram Boelee) 1968
- An Evening With Henryk Szeryng (met Henryk Szeryng), 1991, uitvoering 1965
- Double Portrait (met Hans Oudenaarden), 1992
- Great pianists from the Netherlands (met o.a. Cor de Groot, Daniel Wayenberg en Theo Bruins), compilatie, 1999
- Henryk Szeryng: The Unreleased Berlin Studio Recordings (met Henryk Szeryng) 2022

- Bibliothèque nationale de France: cb13926922s (data)
- Biografisch Portaal: 78941689
- International Standard Name Identifier: 0000 0000 5513 5683
- Library of Congress Control Number: no2002055366
- MusicBrainz: b02b9809-f426-41c3-9c28-62ff9713d2d8
- Nationale Bibliotheek van Tsjechië: xx0074993
- Nederlandse Thesaurus van Auteursnamen: 273432184
- Virtual International Authority File: 19868240
- WorldCat: E39PBJjXmMB9BKVMXwTptrFh73